# Oost-Rand
Oost-Rand (Tswana: Ekurhuleni; Afrikaans: Oos-Rand of Ekurhuleni Metropolitaanse Munisipaliteit; Engels: East Rand of Ekurhuleni Metropolitan Municipality) is een van de grootstedelijke gemeenten van Zuid-Afrika. Oost-Rand ligt in de provincie Gauteng en is aan de westzijde vastgegroeid aan Johannesburg. Bij de volkstelling van 2022 had Oost-Rand 4.066.691 inwoners.

## Hoofdplaatsen
Het nationaal instituut voor de statistiek, Stats SA, deelt sinds de census 2011 deze gemeente in in 34 zogenaamde hoofdplaatsen (main place):
Alberton • Bapsfontein • Benoni • Boksburg • Brakpan • Breswol • Centurion • Chief A Luthuli Park • Clayville • Daveyton • Duduza • Dukathole • Edenvale • Ekurhuleni NU • Etwatwa • Geluksdal • Germiston • Harry Gwala • Holfontein • Kanana • Katlehong • Kempton Park • Kwa-Thema • Langaville • Lindelani Village • Nigel • Springs • Tembisa • Thinasonke • Tokoza • Tsakane • Tweefontein • Vosloorus • Wattville.